# Das Mädchen aus dem Bergsee
Das Mädchen aus dem Bergsee ist ein Fernsehfilm aus der Landkrimi-Filmreihe aus dem Jahr 2020 von Mirjam Unger mit Patricia Aulitzky und Dominik Raneburger.  Nach Sommernachtsmord (2016) ist dies der zweite Landkrimi aus Tirol. Der Film wurde mit Der Tote in der Schlucht (2023) und Tod in Tirol fortgesetzt.

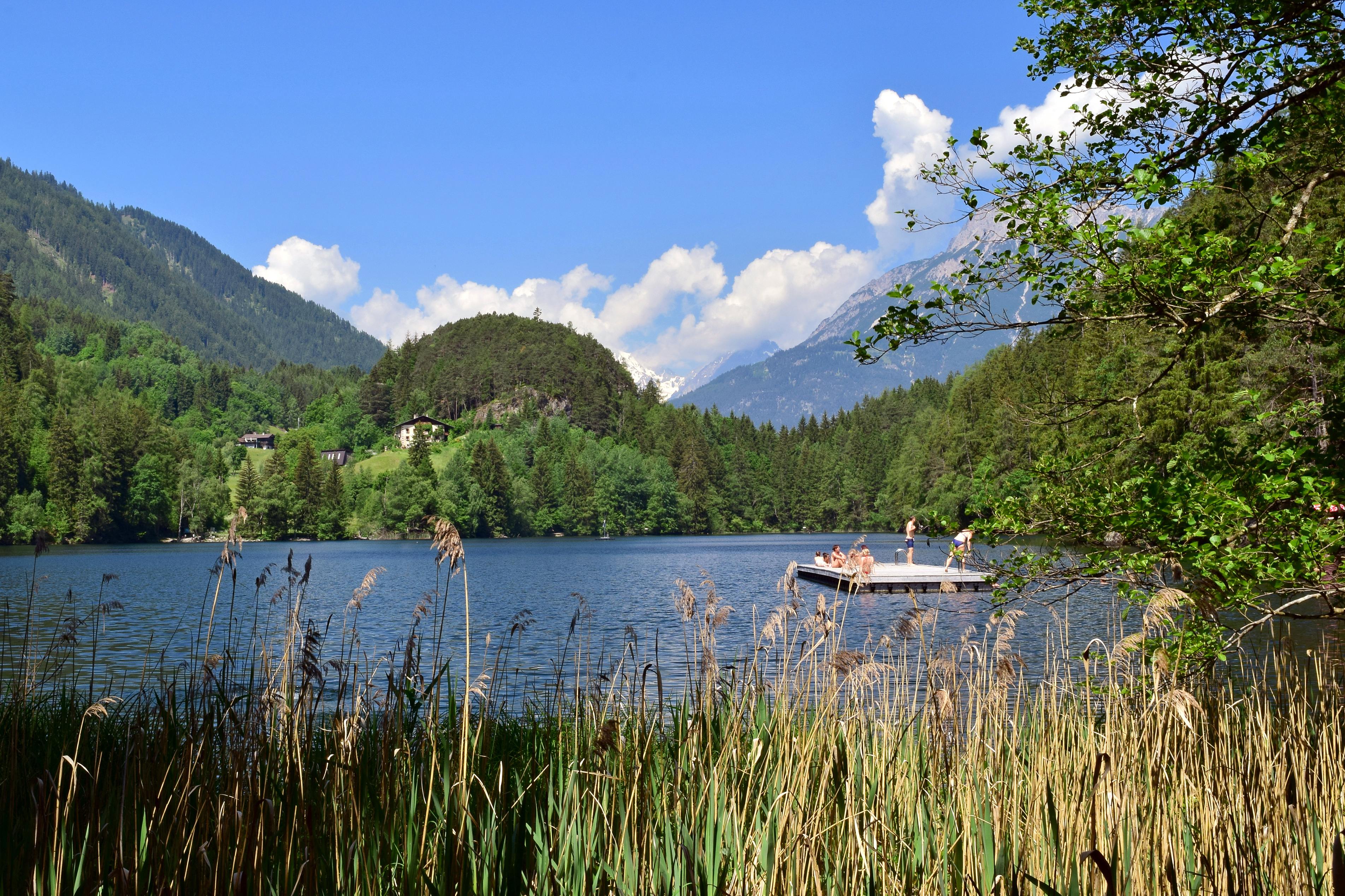
Einer der Drehorte: der Piburger See

## Handlung
Aus einem Tiroler Bergsee wird eine Frauenleiche geborgen. Zunächst wird ein Suizid angenommen, allerdings ergibt die Obduktion durch Doktor Gabi, dass die junge Frau, Frieda Goldbacher, Opfer eines Tötungsdelikts wurde. Sie wurde erwürgt. Hauptmann Lisa Kuen, die sich bereits auf den Weg in ihren Urlaub befindet, bricht diesen für die Ermittlungen ab. Zum Missfallen ihres Kollegen Alex, der den Fall gern ohne seine Vorgesetzte geklärt hätte. Kuen möchte den Fall unbedingt übernehmen, nachdem sie in der Gegend aufgewachsen ist und die Leute kennt.
Das Opfer arbeitete seit drei Jahren als Prostituierte in Carlas Bordell in Innsbruck, war mit Tamara eng befreundet und auf der Suche nach ihren leiblichen Eltern. Eine Kette mit einem grünen Smaragd war laut ihrem Pflegevater ihr einziger Anhaltspunkt für die Suche. In ihren Unterlagen findet sich ein DNA-Test, laut dem sie ihren leiblichen Vater bereits gefunden haben dürfte. Gegenüber Kuen gibt Tamara an, dass ihr Frieda davon allerdings nicht erzählt hatte.
Zu den Tatverdächtigen zählt Hary Hainl, der Freund des Opfers, der sie möglicherweise aus Eifersucht getötet hat, weil er sie für sich allein wollte. Nachdem Hary die Flucht ergreift, wird er zur Fahndung ausgeschrieben. Tamara gewährt ihm zunächst bei ihr Unterschlupf, um seinen Aufenthaltsort später an die Polizei zu verraten. Es gelingt ihm allerdings neuerlich die Flucht.
Auf Friedas Kunden- und Anrufliste findet sich das Who is Who aus Innsbruck, darauf steht auch Lisa Kuens Vater Franz Kindl, ein Fußballtrainer, der die Familie vor zwanzig Jahren verlassen hat, jetzt aber nach Tirol zurückkehrt. Lisa hatte ihn seit dem Suizid ihrer Schwester Anna als Teenager im Jahr 1987 nicht mehr gesehen. Ihr Verhältnis ist seitdem belastet. Franz Kindl gibt zunächst an, Frieda nicht gekannt zu haben. Später behauptet er, sie möglicherweise an jemand anders vermittelt zu haben.
Im Spind von Frieda findet sich ein Mango-Topfenstrudel. Kuens Kollegin Alina gelingt es, das Kaffeehaus ausfindig zu machen, aus dem der Topfenstrudel stammt. Laut dem Kaffeehausbetreiber waren Tamara und Frieda öfters bei ihm zu Gast. An einer Wand des Kaffeehauses findet sich auch ein Foto von Franz Kindl, der dort mit Frieda gesehen wurde.
In Friedas Videos in den sozialen Medien finden sich auch Aufnahmen aus einer Stube, die aussieht wie jene von Lisa Kuens Mutter Herta. Onkel Willi dagegen meint, dass es solche Stuben überall gebe. Franz Kindl gibt gegenüber Lisa, die ihren Namen zu Kuen geändert hatte, an, dass er damals mit Herta die Abmachung getroffen hatte, keinerlei Kontakt mehr mit Lisa aufzunehmen. Laut dem Pfarrer war Frieda im Kuens Heimatort unterwegs gewesen und hatte auch mit ihm gesprochen.
Im Haus von Harys Mutter findet Lisa eine Hanfplantage und trifft auf Hary selbst. Er leugnet, Frieda getötet zu haben. Zwischenzeitlich ist Tamara verschwunden. Sie wurde zuletzt im Kaffeehaus bei ihrem Ex-Freund Tom gesehen. Nach dem Fund einer größeren Geldsumme in Tamaras Unterkunft vermutet Alex, dass Frieda und Tamara die Hainls wegen der Plantage erpresst. Tamara wird bald darauf in einem Müllcontainer erwürgt aufgefunden.
Die Kette mit dem grünen Smaragd findet sich auch auf einem Foto von Lisas Mutter. In Tamaras Hinterlassenschaft findet Lisa das Tagebuch von Frieda. Lisa findet darin heraus, dass Frieda das Kind ihrer Schwester Anna war. Friedas Vater war auch ihr Vater Franz Kindl, der Anna wiederholt missbraucht hatte. Lisas Mutter Herta und Onkel Willi wussten über all die Jahre Bescheid. Von Hary erfährt Alex, dass Tamara heimlich eine DNA-Probe von Franz Kindl genommen hatte, anschließend hatten Tamara und Frieda Kindl erpresst. Lisa konfrontiert schließlich ihren Vater damit, dass er Anna, Frieda und Tamara getötet hat, woraufhin er von der Polizei festgenommen wird.

## Produktion
Die Dreharbeiten fanden an 22 Drehtagen vom 15. Oktober bis zum 15. November 2019 statt, gedreht wurde im Tiroler Ötztal und in Innsbruck und Umgebung. Drehorte waren unter anderem der Piburger See, die Seegrube, die Disco Dachsbau und das Schwimmbecken der Universität Innsbruck.
Produziert wurde der Film von der KGP Kranzelbinder Gabriele Production (Produzentinnen Gabriele Kranzelbinder und Barbara Pichler), beteiligt waren der Österreichische Rundfunk und das ZDF, unterstützt wurde die Produktion vom Fernsehfonds Austria und Cine Tirol.
Die Kamera führte Eva Testor, die auch das Drehbuch lieferte und damit ihr Drehbuchdebüt für einen Spielfilm gab. Für das Kostümbild zeichnete Andrea Kuprian verantwortlich, für das Szenenbild Katharina Wöppermann, für den Ton Peter Rösner und für das Maskenbild Carolyn Miller und Karin Ruthhardt. Regisseurin Mirjam Unger, Kamerafrau Eva Testor, Szenenbildnerin Katharina Wöppermann, Produzentin Gabriele Kranzelbinder und Filmeditorin Niki Mossböck arbeiteten zuvor für Maikäfer flieg (2016) zusammen.

## Veröffentlichung
Die Premiere sollte ursprünglich auf der Diagonale erfolgen, die aufgrund der COVID-19-Pandemie abgesagt wurde.
Im ORF wurde der Film erstmals am 8. Dezember 2020 gezeigt. Die Erstausstrahlung im ZDF fand am 26. Mai 2021 statt.

## Rezeption

### Kritiken
Volker Bergmeister vergab auf tittelbach.tv 4,5 von sechs Sternen und befand, dass Mirjam Unger ein packender, sich schleichend entwickelnder Krimi gelungen sein und Kamerafrau Eva Testor mit diesem wendungsreichen Landkrimi ihr beachtliches Drehbuch-Debüt gebe.
Oliver Alexander meinte auf Quotenmeter.de, dass diesem Landkrimi ein spannender erzählerischer Kniff zugrunde liege, der aber erst ganz am Ende des Films wirke und damit zu spät, um noch zu überzeugen. Dass der Film die Zusammenhänge zwischen Ermittlungsfall und Privatleben der Hauptfigur zum wichtigsten Mysterium seiner Erzählstruktur aufbauen wolle, gehe mit dem problematischen Umstand einher, dass die finale Note eigentlich der interessanteste Ausgangspunkt für diesen Stoff gewesen wäre. Der Rest sei trotz einer sehenswerten Performance von Patricia Aulitzky leider lange nicht so spannend und beschränke sich sehr stark auf eine austauschbar wirkende Handlungsebene.
Heike Hupertz schrieb in der Frankfurter Allgemeinen Zeitung, dass der Film, anders als der Name vermuten lasse, erfreulicherweise alles andere als Genre-Schonkost sei. Der Plot möge in Grundzügen einigermaßen bekannt sein, aber hier würde er nicht herrgottsschnitzartig grob umgesetzt, sondern in genauen Szenen und vergleichsweise eleganten Bögen erzählt, die den Figuren Raum zur Entwicklung geben.

### Einschaltquote
Die Erstausstrahlung im ORF wurde von bis zu 902.000 und durchschnittlich 882.000 Zusehern verfolgt. Damit lag der Film im Ranking aller bis dahin erstausgestrahlten Landkrimis nach Steirerkind (2018) auf dem zweiten Platz.
In Deutschland sahen den Film bei Erstausstrahlung 7,03 Millionen Personen, der Marktanteil betrug 23,5 Prozent.

## Auszeichnungen und Nominierungen
Romyverleihung 2021
- Nominierung in der Kategorie Bester Film TV/Stream (Mirjam Unger)[15]
- Nominierung in der Kategorie Beste Kamera TV/Stream (Eva Testor)
- Nominierung in der Kategorie Beste Musik (Teresa Rotschopf und Patrick Pulsinger)

53. Fernsehpreis der Österreichischen Erwachsenenbildung
- Auszeichnung in der Kategorie Fernsehfilm (Mirjam Unger, Eva Testor, Gabriele Kranzelbinder, Barbara Pichler; Klaus Lintschinger/ORF-Redaktion)[16][17][18]

Romyverleihung 2022
- Auszeichnung in der Kategorie Entdeckung weiblich (Antonia Moretti)[19][20]